# Al-Qàïd ibn Hammad
Xàraf-ad-Dawla al-Qàïd ibn Hammad, més conegut simplement com al-Qàïd ibn Hammad (àrab: القائد بن حماد, al-Qāʾid b. Ḥammād) (mort el 1054) fou emir hammadita del 1029 al 1054. Era fill del fundador, Hammad ibn Buluggin ibn Ziri al que va succeir a la seva mort. El seu títol honorífic de Xàraf-ad-Dawla li fou donat pel califa fatimita que el va retirar al zírida Xàraf-ad-Dawla al-Muïzz ibn Badis (1016-1062) quan aquest va trencar amb els fatimites.
El 1038/1039 va patir una invasió de l'emir maghrawa de Fes al que va rebutjar i encara va aconseguir obligar-lo a reconèixer la seva sobirania. El 1040 es va trencar l'acord de pau amb els zírides que el seu pare havia pogut establir amb Xàraf-ad-Dawla al-Muïzz. La guerra va durar dos anys. La Qala dels Banu Hammad va estar assetjada en aquest temps però va aguantar i finalment els dos emirs es van reconciliar (1042/1043).
Vers 1047 va trencar amb les doctrines xiïtes fatimites que la dinastia (i la zírida) havia mantingut i va retornar al sunnisme, reconeixent com a legítim califa l'abbàssida de Bagdad al-Qàïm. El califa li va enviar un contingent de cavalleria per ajudar-lo contra els hilàlides (o els Banu Hilal); el contingent va participar en la decisiva batalla d'Haydaran. Després d'això es pensa que es va veure obligat a reconèixer novament al califa fatimita.
Va morir el 1054 i el va succeir el seu fill al-Múhsin ibn al-Qàïd.